# Robert Milsom
Robert Steven Milsom (Redhill, Inglaterra, 2 de enero de 1987) es un futbolista británico. Juega de centrocampista y su equipo es el Dorking Wanderers F. C. de la National League South.

## Clubes
| Club                           | País       | Año       |
| ------------------------------ | ---------- | --------- |
| Fulham F. C.                   | Inglaterra | 2008-2011 |
| Brentford F. C. (cedido)       | Inglaterra | 2008      |
| Southend United F. C. (cedido) | Inglaterra | 2008      |
| Turun Palloseura (cedido)      | Finlandia  | 2010      |
| Aberdeen F. C.                 | Escocia    | 2011-2013 |
| Rotherham United F. C.         | Inglaterra | 2013-2015 |
| Bury F. C. (cedido)            | Inglaterra | 2014      |
| Notts County F. C.             | Inglaterra | 2015-2018 |
| Crawley Town F. C.             | Inglaterra | 2018-2019 |
| Notts County F. C. (cedido)    | Inglaterra | 2018-2019 |
| Notts County F. C.             | Inglaterra | 2019      |
| Sutton United F. C.            | Inglaterra | 2019-2024 |
| Dorking Wanderers F. C.        | Inglaterra | 2024-     |